# Romênia na Segunda Guerra Mundial
A Romênia durante a Segunda Guerra Mundial uniu-se às Forças do Eixo, após um breve período de relativa neutralidade, em junho de 1941, sob o governo de Ion Antonescu. Um golpe em agosto de 1944, liderado pelo rei Miguel, depôs a ditadura de Antonescu e colocou a Romênia no lado dos Aliados pelo resto da guerra. Apesar dessa associação com o lado vencedor, a "Romênia Maior" não sobreviveu à guerra, perdendo territórios tanto para a Bulgária como para a União Soviética.

## Os anos pré-guerra

Perdas territoriais da Romênia em 1940 após o ultimato soviético, do Tratado de Bucareste e dos Acordos de Craiova.

Conforme os anos 1930 avançavam, a já abalada democracia da Romênia se deteriorou lentamente em direção de uma ditadura fascista. Até 1938, convocar eleições à vontade; como resultado, a Romênia experimentaria mais de 25 em uma década.
Esses governos foram progressivamente dominados por vários partidos antissemitas, ultranacionalistas e principalmente semi-fascistas. O Partido Liberal Nacional se tornou constantemente mais nacionalista do que liberal e, de qualquer modo, perdeu o domínio que possuía sobre a política romena nos anos imediatamente após a I Guerra Mundial. Ele foi progressivamente eclipsado por partidos como o (relativamente moderado) Partido Nacional dos Camponeses e sua ramificação mais radical, a Frente Romena, a Liga de Defesa Nacional Cristã (LANC) - que em 1935 se fundiu com o Partido Agrário Nacional para formar o Partido Cristão Nacional (NCP) - e, de forma mais notável, a semi-mística Guarda de Ferro fascista, uma antiga ramificação da LANC que, mais do que esses outros partidos, explorava o nacionalismo, o medo do comunismo e o ressentimento por uma dominação estrangeira e judaica da economia.
No decorrer deste período, esses partidos nacionalistas mantinham uma relação mutuamente desconfiada com o rei Carol II. Com a morte em 1927 de seu irmão Ferdinando, Carol foi prevenido no tocante a assumir o trono devido a famosa concubina judia de Carol, Magda Lupescu. Após ficar 3 anos em exílio, com seu irmão Nicolae servindo como regente e seu jovem filho Miguel como rei, Carol renunciou publicamente à sua concubina e ascendeu ao trono por si mesmo; tornou-se rapidamente claro que sua renúncia fora um blefe.
No entanto, em dezembro de 1937, o rei nomeou o líder da LANC (e poeta) Otavian Goga como primeiro-ministro. Por volta dessa época, Carol encontrou-se com Adolf Hitler, que expressou seu desejo de ver um governo romeno encabeçado pela Guarda de Ferro. Ao invés disso, em 10 de fevereiro de 1938, o rei Carol II usou a ocasião de um insulto público de Goga a Lupescu como uma razão para dissolver o governo e instituir uma ditadura real de vida curta, sancionada dezessete dias depois por uma nova constituição sob a qual o rei nomeava não apenas o primeiro-ministro, mas todos os ministros.
Nos dois anos seguintes, sob vários governos de vida curta, o já violento conflito entre a Guarda de Ferro e outros grupos políticos aproximou-se do nível de guerra civil. A Guarda de Ferro já havia adotado a política de assassinatos e vários governos reagiram na mesma moeda. Em 10 de dezembro de 1933, o primeiro-ministro liberal Ion Duca "dissolveu" a Guarda de Ferro, prendendo milhares; 19 dias depois ele é assassinado por legionários da Guarda de Ferro.
Contudo, os perigos em ambos os lados aumentaram na época da ditadura real. Em abril de 1938, Carol ordenou que o líder da Guarda de Ferro, Corneliu Zelea Codreanu, fosse preso e encarcerado; na noite de 29-30 de novembro de 1938, presumivelmente em retaliação por uma série de assassinatos realizados por comandos da Guarda de Ferro, Codreanu e vários outros legionários foram mortos aparentemente enquanto tentavam escapar da prisão. Geralmente é de comum acordo que não houve tal tentativa de fuga.
A ditadura real foi breve. Em 7 de março de 1939, um novo governo foi formado com Armand Călinescu como primeiro-ministro; em 21 de setembro de 1939, três semanas após o início da II Guerra Mundial, Călinescu, por sua vez, foi assassinado pelos legionários que vingavam Codreanu.

## A guerra começa
Em 13 de abril de 1939, a França e a Inglaterra comprometeram-se em assegurar a independência da Romênia, mas negociações sobre uma garantia soviética similar fracassaram quando a Romênia se recusou a permitir que o Exército Vermelho cruzasse suas fronteiras. Em 23 de agosto de 1939, a Alemanha Nazista e a União Soviética assinaram o Pacto de Molotov-Ribbentrop, que estipulava, entre outras coisas, o "interesse" soviético na Bessarábia. Oito dias depois, a Alemanha Nazista invadia a Polônia. A Romênia permaneceu oficialmente neutra, concedendo refúgio a membros em fuga do governo da Polônia. Após o assassinato em 21 de setembro do primeiro-ministro Călinescu, o rei Carol tentou manter a neutralidade por mais vários meses, mas a rendição da França e a retirada da Inglaterra da Europa tornou sem sentido as garantias delas com relação à Romênia.

Fronteiras da Romênia entre 1941 e 1944.

Em 1940, a Romênia perdeu territórios tanto no leste como no oeste. Em julho, após dar um ultimato à Romênia, a União Soviética obteve a Bessarábia e Bucovina; dois terços da Bessarábia foram anexados a uma parte da U.R.S.S. para formar a República Socialista Soviética Moldaviana. O resto foi conferido à República Socialista Soviética Ucraniana. Pouco depois, em 30 de agosto, pela Segunda Arbitragem de Viena (ou Vienna Diktat), a Alemanha e a Itália fascista forçaram a Romênia a "devolver" metade da Transilvânia à Hungria; essa questionável área historicamente húngara ficou conhecida daí em diante como "Transilvânia Setentrional", em oposição à "Transilvânia Meridional", que permaneceu romena. Em 7 de setembro, pelo Tratado de Craiova, o Kadrilater ou "Quadrilátero" (a parte meridional de Dobruja) foi cedido à Bulgária. Essas perdas territoriais estilhaçaram as bases do poder de Carol.
O governo de Ion Gigurtu, formado em 4 de julho de 1940, foi o primeiro a incluir um ministro da Guarda de Ferro: Horia Sima, um antissemita particularmente virulento que se tornou o líder nominal do movimento após a morte de Codreanu, foi um dos poucos legionários proeminentes a sobreviver à carnificina dos anos anteriores.

## Antonescu chega ao poder

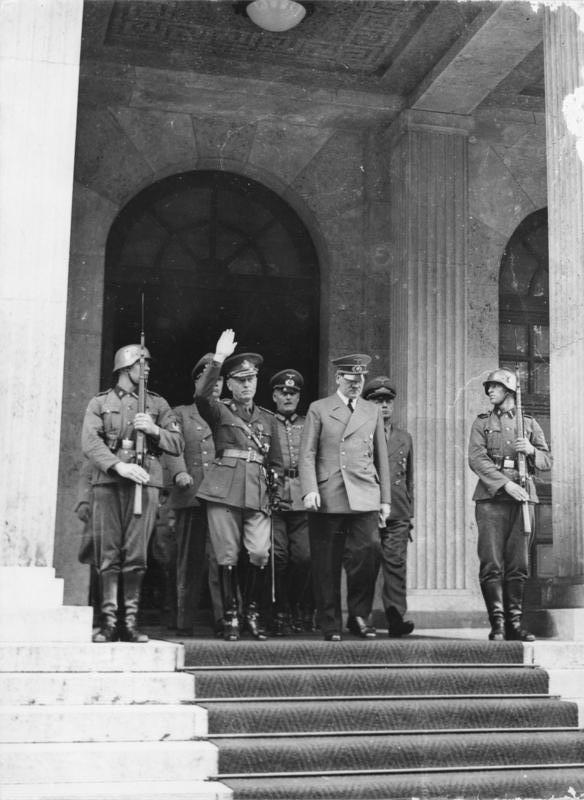
Antonescu e Adolf Hitler em Munique (Junho de 1941).

Na trilha imediata à perda da Transilvânia Setentrional, em 4 de setembro de 1940, a Guarda de Ferro (liderada por Sima) e o General (posteriormente Marechal) Ion Antonescu se uniram para formar um governo de um "Estado Nacional Legionário", que forçou a abdicação de Carol II em favor de seu filho de 19 anos, Mihai. Carol (e Lupescu) partiram em exílio, e a Romênia (apesar da recente traição sobre cessões territoriais) voltou-se fortemente na direção do Eixo.
No poder, a Guarda de Ferro endureceu a já rígida legislação antissemita (assim como promulgou uma legislação voltada diretamente contra os homens de negócios armênios e gregos, abrandada às vezes pela disposição dos oficiais em receber subornos) e desencadeou uma vingança sobre seus inimigos. Tropas nazistas, que começaram a entrar na Romênia em 8 de outubro de 1940, logo somavam mais de 500.000; e, em 23 de novembro de 1940 enquanto aguardavam julgamento; o historiador e ex-primeiro-ministro Nicolae Iorga e o economista Virgil Madgearu, também um ex-ministro do governo, foram assassinados sem ao menos um pretexto de uma prisão.
A coabitação entre a Guarda de Ferro e Antonescu nunca foi fácil. Em 20 de janeiro de 1941, a Guarda de Ferro tentou um golpe, combinado com um massacre contra os judeus de Bucareste. Em quatro dias, Antonescu havia suprimido de forma bem sucedida o golpe. A Guarda de Ferro foi retirada à força do governo. Sima e muitos outros legionários refugiaram-se na Alemanha; outros foram aprisionados.
Em 22 de junho de 1941, exércitos alemães, com apoio romeno, atacaram a União Soviética. Após recuperarem a Bessarábia e a Bucovina, as unidades romenas lutaram lado a lado com os alemães nazistas em direção à Odessa, Sevastopol e Stalingrado. A contribuição romena de tropas foi enorme, atrás apenas da própria Alemanha Nazista e superando a de todos os outros aliados da Alemanha Nazista combinados. Um Estudo de País feito pela Divisão Federal de Pesquisas da Biblioteca do Congresso dos E.U.A atribui isso a uma "competição mórbida com a Hungria para cair nas graças de Hitler... [na esperança de]... recuperar a Transilvânia Setentrional".
A Romênia anexou terras soviéticas imediatamente a leste do Dnister, incluindo a cidade de Odessa. O mais importante general da Romênia, Petre Dumitrescu, recebeu o comando do Terceiro Exército Romeno, avançando muito a dentro da União Soviética antes de ser eventualmente repelido durante o último estágio da guerra. O Sexto Exército Alemão foi colocado brevemente à sua disposição em novembro de 1942 durante uma tentativa alemã de socorrer o Terceiro Exército Romeno após uma devastadora ofensiva soviética.

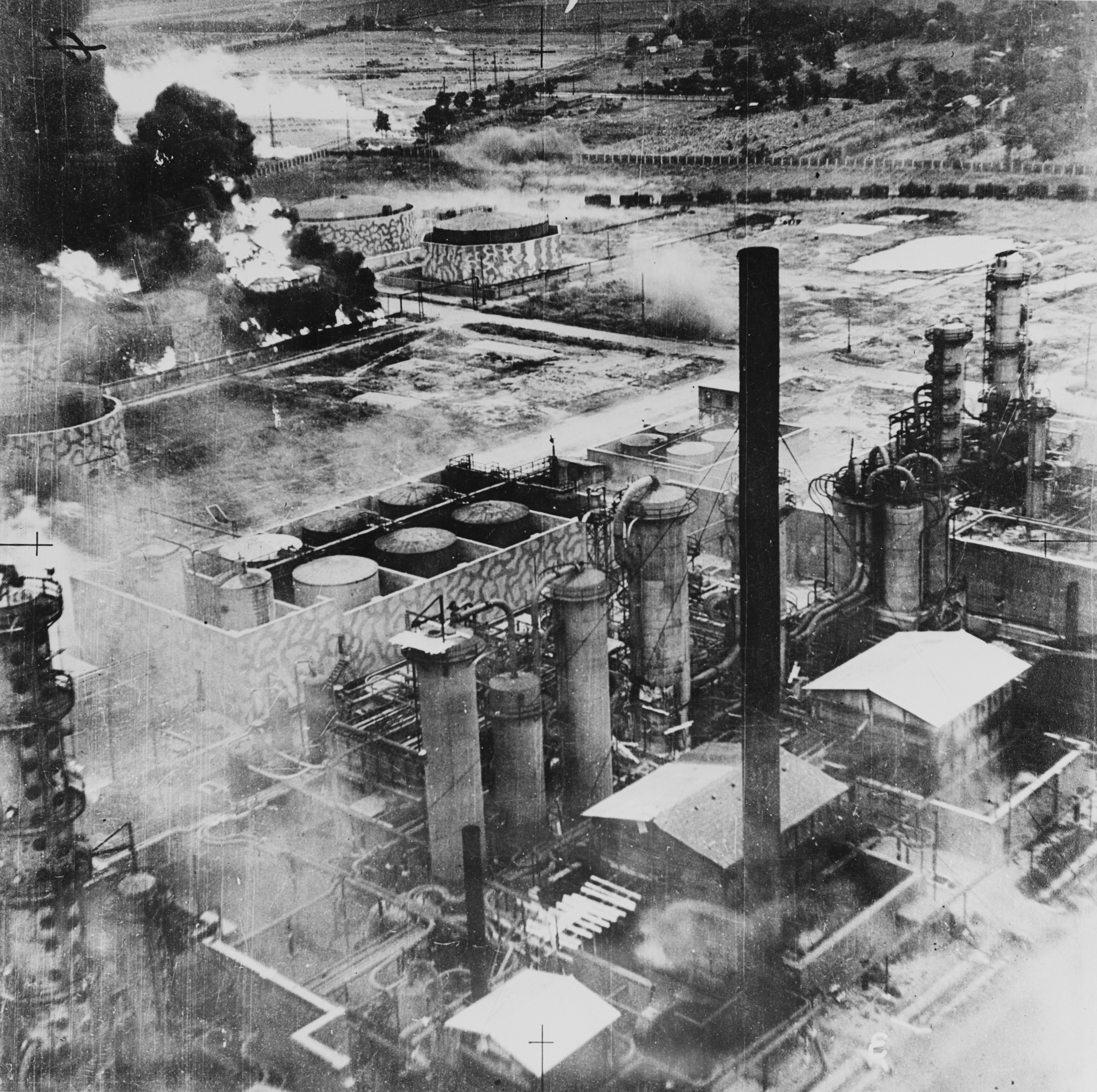
Tanques de armazenamento de petróleo de Ploieşti em chamas após serem bombardeados pela Força Aérea dos Estados Unidos

No decorrer dos anos Antonescu, a Romênia forneceu à Alemanha Nazista e aos exércitos do Eixo petróleo, grãos e produtos industriais, a maioria sem compensação monetária.
Consequentemente, em 1943 a Romênia se tornou um alvo de bombardeio Aliado, notavelmente o ataque de 1 de agosto de 1943 nos campos de petróleo de Ploiesti. Além disso, devido a exportações não compensadas, a inflação aumentou enormemente na Romênia, e (citando novamente o mesmo Estudo de País) "até mesmo oficiais do governo começaram a reclamar sobre a exploração alemã".
Apesar de tanto a Hungria como a Romênia serem aliadas da Alemanha Nazista, o regime de Antonescu continuou uma hostilidade diplomática com a Hungria sobre a situação da Transilvânia. Antes da contra-ofensiva soviética em Stalingrado, o governo de Antonescu considerou a guerra com a Hungria pela Transilvânia uma inevitabilidade após a esperada vitória sobre a União Soviética.

## Romênia e o Holocausto
Mesmo após a queda da Guarda de Ferro, o regime de Antonescu, aliado à Alemanha Nazista, continuou a política de opressão e massacre de judeus (e, de forma secundária, de ciganos), embora principalmente nos territórios orientais. Chacinas e extradições eram a ordem do dia na Moldávia, Bucovina e Bessarábia. O número de mortes é discutível, mas mesmo as estimativas mais baixas giram em torno de 250.000 judeus (e 25.000 ciganos) nessas regiões orientais, enquanto que 120.000 dos 150.000 judeus da Transilvânia morreram nas mãos dos húngaros.
No entanto, em total contraste com boa parte da Europa Central e Oriental, a maioria dos judeus romenos sobreviveu à guerra, tendo na quase totalidade emigrado para Israel.
O papel da Roménia no Holocausto só entrou no currículo de história do país em 2023.

## O golpe real
Em fevereiro de 1943, com a contra-ofensiva soviética em Stalingrado, a maré da guerra virou contra as Forças do Eixo. Em 1944, a economia romena estava em frangalhos devido às despesas da guerra (e ao bombardeio Aliado), e um ressentimento pela mão pesada da Alemanha Nazista estava crescendo mesmo entre aqueles que haviam apoiado entusiasticamente a guerra. O rei Mihai, que inicialmente tinha sido em grande parte um testa-de-ferro, liderou um bem sucedido golpe em 23 de agosto de 1944 com apoio de políticos de oposição e do exército, depôs a ditadura de Antonescu e colocou os abatidos exércitos da Romênia no lado dos Aliados. A Romênia sofreu grandes baixas adicionais enfrentando os alemães nazistas na Transilvânia, Hungria e Tchecoslováquia.

## Após a guerra

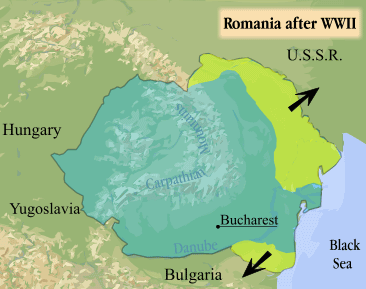
Romênia após a II Guerra Mundial. Os territórios perdidos estão indicados em amarelo.

Pelo Tratado de Paris de 1947, os Aliados recusaram o status de co-beligerante à Romênia. A Transilvânia Setentrional mais uma vez foi reconhecida como uma parte integral da Romênia, mas a U.R.S.S. teve permissão para anexar a Bessarábia e a Bucovina Setentrional; os dois territórios, juntamente com o território da Transdnistria, pertencente à R.S.S. da Ucrânia, formaram a "R.S.S. da Moldávia". Após o esfacelamento Soviético em 1991, os três territórios mantiveram-se unidos na República da Moldávia.
A ocupação soviética após a Segunda Guerra Mundial levou à formação de uma República Popular comunista em 1947 e à abdicação do rei.